# Карговіно
Карговіно (рос. Карговино) — селище в Виноградовському районі Архангельської області Російської Федерації.
Населення становить 59 осіб. Органом місцевого самоврядування до 2021 року було Моржегорське муніципальне утворення.

## Історія
Від 1937 року належить до Архангельської області.
Від 2004 року належить до муніципального утворення Моржегорське муніципальне утворення.

## Населення
| 2002 | 2010 | 2012 |
| ---- | ---- | ---- |
| 101  | ↘56  | ↗59  |